# 270P/Gehrels
Pour les articles homonymes, voir Gehrels et Comète Gehrels.
270P/Gehrels est une comète périodique du Système solaire, découverte le 1er février 1997 par Tom Gehrels.